# Triade di Virchow

La triade di Virchow

In medicina, la triade di Virchow descrive le tre grandi categorie di fattori che si ritiene contribuiscano alla trombosi.
- Ipercoagulabilità.
- Variazioni emodinamiche (stasi, turbolenza).
- Lesioni/disfunzioni endoteliali.

Essa prende il nome dall'eminente medico tedesco Rudolf Virchow (1821-1902). Tuttavia, gli elementi che compongono la triade di Virchow non sono stati né proposti da Virchow né egli ha mai suggerito una triade per descrivere la patogenesi della trombosi venosa. In realtà, solo decenni dopo la sua morte si è raggiunto un consenso che ha portato alla formulazione della teoria che la trombosi sia il risultato di alterazioni nel flusso sanguigno, di danno endoteliale vascolare o alterazioni nella costituzione del sangue. Tuttavia, la moderna comprensione dei fattori che determinano l'embolia è simile alla descrizione fornita da Virchow. Nonostante le sue origini, la triade di Virchow rimane un concetto utile per i medici e i patologi per la comprensione dei fattori alla base della trombosi.

## La triade
La triade è composta da tre elementi:
| Di Virchow                                                        | Termine moderno                                | Note |
| ----------------------------------------------------------------- | ---------------------------------------------- | --- |
| Fenomeni di interruzione del flusso sanguigno                     | Stasi                                          | La prima categoria, alterazioni nel normale flusso sanguigno, si riferisce a diverse situazioni. Questi includono stasi venosa, stenosi mitralica, immobilità prolungata (come un lungo periodo allettato o in auto) e le vene varicose. L'equivalenza della versione di Virchow e la versione moderna è stata contestata. |
| Fenomeni associati all'irritazione del vaso e delle sue vicinanze | Danno endoteliale o danno alla parete del vaso | La seconda categoria, lesioni e/o traumi all'endotelio, includono rottura del vaso e danni derivanti da sforzo di taglio o ipertensione. Questa categoria è composta da fenomeni superficiali e contatto con superfici procoagulanti, quali batteri, frammenti di materiali estranei, impianti di biomateriali o dispositivi medici, membrane delle piastrine attivate e membrane di monociti durante una infiammazione cronica. |
| Fenomeno della coagulazione del sangue                            | ipercoagulabilità                              | L'ultima categoria, alterazioni nella costituzione del sangue, ha numerosi possibili fattori di rischio come iperviscosità, deficit di antitrombina III, deficit di proteina C o S, fattore V di Leiden, sindrome nefrosica, modifiche in seguito a gravi traumi o ustioni, metastasi da tumore, gravidanza tardiva e il parto, razza, età avanzata, fumo di sigaretta, econtraccettivi ormonali e l'obesità. Tutti questi fattori di rischio possono causare una situazione di ipercoagulabilità (coagulazione del sangue troppo facile). |

## Storia
L'origine del termine "Triade di Virchow" è di interesse storico, ed è stata oggetto di rivisitazione negli ultimi anni. Mentre la triade moderna descrive le "cause della trombosi", la triade precedente era caratterizzata come "le conseguenze della trombosi".
Rudolf Virchow chiarì l'eziologia dell'embolia polmonare, per cui i trombi che si formano all'interno delle vene, soprattutto in quelle degli arti inferiori, si staccano e migrano verso il sistema vascolare polmonare. Egli pubblicò la sua descrizione, nel 1856. Nel dettaglio la fisiopatologia circostante all'embolia polmonare, ha portato a scoprire molti fattori per contribuire alla comprensione della trombosi venosa. Mentre questi fattori erano già stati precedentemente descritti nella letteratura medica da parte di altri, per motivi non chiari essi divennero noti come triade di Virchow. Questo eponimo non emerse in letteratura fino a molto tempo dopo la morte di Virchow. Si stima che il primo uso della frase risale ai primi anni 1950.
Sebbene il concetto di triade è di solito attribuita a Virchow, egli non ha incluso il danno endoteliale nella sua descrizione. Ciò è stato attribuito ad una controversia che Virchow aveva con Jean Cruveilhier, che considerava il trauma locale di primaria importanza nello sviluppo della trombosi dell'arteria polmonare.